# Chia sẻ qua Web
Chia sẻ qua Web là việc kết nối với các máy tính khác cùng cài đặt chương trình này và xác lập kết nối với nhau thông qua website. Từ đó, bạn có thể chia sẻ dữ liệu với tốc độ nhanh và ổn định. Nếu có lo lắng dữ liệu bị sử dụng trái phép bởi ai đó thì chức năng bảo mật (cơ chế mã hóa tới 128 bit) sẽ bảo đảm dữ liệu đó chỉ có ai có "chìa khóa" mới có thể sử dụng được.